# József Kristóffy
József Kristóffy (* 17. September 1857 in Makó, Kaisertum Österreich; † 29. März 1928 in Budapest) war Politiker und 1905/06 Innenminister Ungarns.

## Leben
Kristóffy studierte Jus an den Universitäten Budapest und Wien. Er arbeitete anschließend als Komitatsbeamter und ging 1896 für die Liberale Partei als Abgeordneter ins ungarische Parlament. 1903 wurde er Obergespann des Komitats Sathmar.
Als Mitglied einer Beamtenregierung war er von 18. Juni 1905 bis 8. April 1906 Innenminister der Regierung von General Géza Fejérváry. Die Regierung stand einer Mehrheit von Oppositionsparteien im Budapester Parlament gegenüber. Die Opposition bezeichnete die Regierung als verfassungswidrig, weil sie keiner parlamentarischen Mehrheit entsprang. Daher regierte Fejérváry mit Hilfe des Königs, der das Parlament mehrmals vertagte, am Parlament vorbei. Die Opposition rief daraufhin den „nationalen Widerstand“ gegen die „Gendarmenregierung“ aus, Rekrutierungen und Steuerzahlungen wurden in vielen Komitaten verweigert. Kristóffy regierte auf den „nationalen Widerstand“ mit harten Polizeimaßnahmen. Fejérváry bot seine sofortige Demission an, was vom König aber abgelehnt wurde.
Daraufhin nahm Kristóffy, der eigentliche Kopf des Kabinetts, Verhandlungen mit den Sozialdemokraten und Linksliberalen auf, denen er Reformen beim Wahlrecht und im sozialpolitischen Bereich in Aussicht stellte. Das geplante allgemeine Wahlrecht gefährdete jedoch die Machtstellung der nationalen aristokratischen magyarischen Elite. Ein explosives innenpolitisches Klima entstand, im Wiener Kriegsministerium wurden von General Beck Pläne entwickelt („Fall U“ für Ungarn) einen möglichen Aufstand in Ungarn mit Gewalt niederzuschlagen. Die Stimmung in Bevölkerung und Beamtenschaft richtete sich aber allmählich gegen die Opposition und schließlich einigte man sich auf den Kompromisskandidat Sándor Wekerle als neuen Premier, weshalb die Regierung mit Kristóffy am 8. April 1906 schließlich zurücktrat.

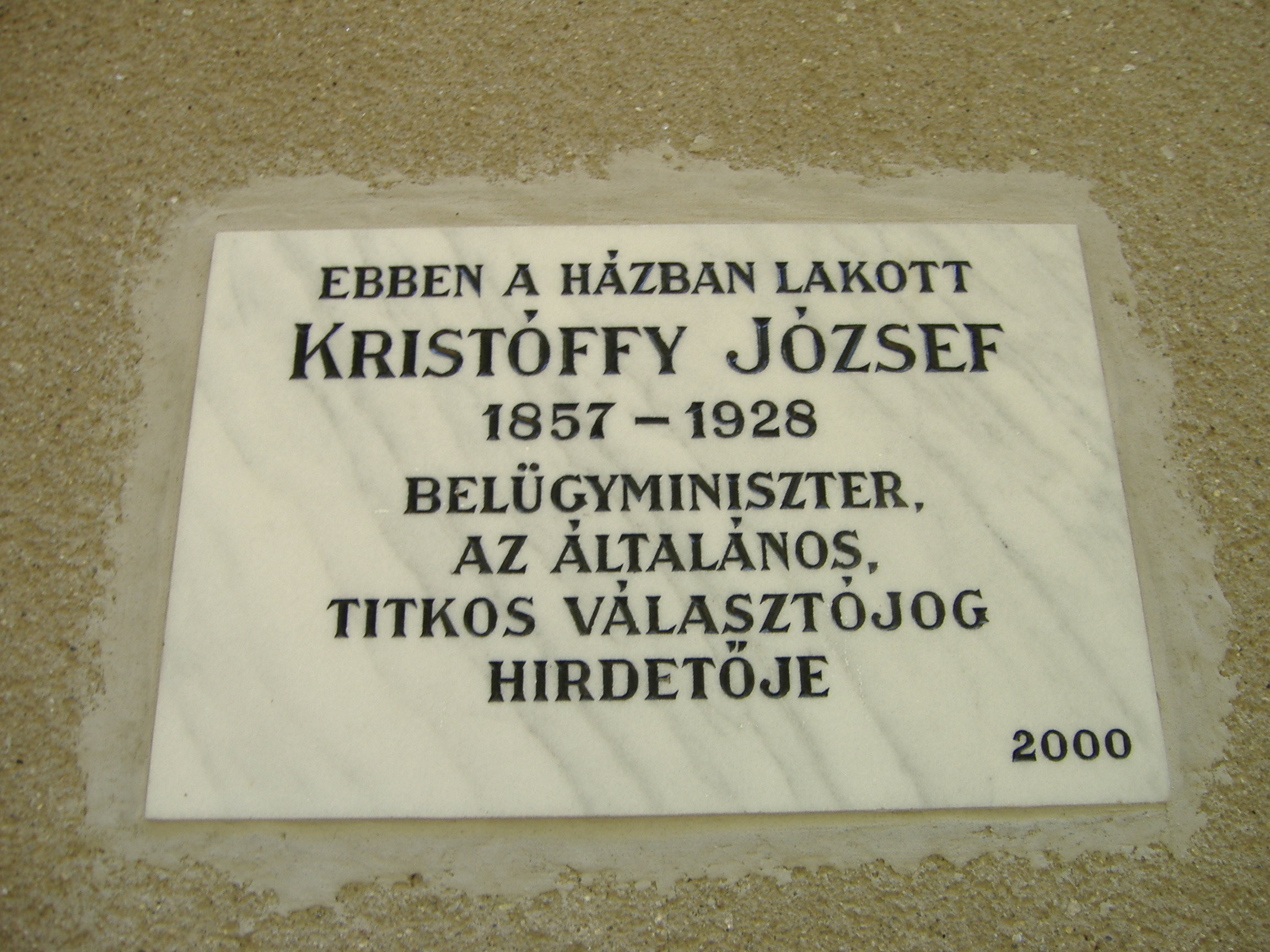
Gedenktafel für Kristóffy in Makó

Kristóffy zog sich vorübergehend aus dem politischen Leben zurück, ging aber als Abgeordneter von Békéscsaba mit seinem Wahlrechtsprogramm wieder 1911 bis 1913 ins Parlament. Er war zeitweilig Mitglied des Kreises von Thronfolger Franz Ferdinand, der die Vorrechte Ungarns beschränken wollte.